# Преображение Господне (Росоки)
„Преображение Господне/Христово“ (на македонска литературна норма: „Преображение Господне/Христово“) е възрожденска църква в дебърското село Росоки, Северна Македония. Църквата е част от Дебърско-Реканското архиерейско наместничество на Дебърско-Кичевската епархия на Македонската православна църква – Охридска архиепископия. Църквата датира от края на XVIII век. Отличава се с извънредна живопис и икони.